# Chant choral serbe
Le chant choral serbe est pratiqué dans le cadre religieux par des chorales orthodoxes se référant à la tradition serbe.

## Historique
Les premiers chants chrétiens ont été composés à partir des psaumes de l’Ancien Testament et chantés lors de la liturgie. L’apôtre Paul avait d’ailleurs écrit dans le Nouveau Testament : « Chantez quand vous êtes ensemble, célébrez Dieu dans les hymnes et chants spirituels ». Des hymnes sont écrites au IVe siècle apr. J.-C. par des poètes pour célébrer Dieu et les Saints lors des fêtes liturgiques, dans un contexte où le Christianisme sort de trois siècles de persécution et est enfin
accepté dans l’Empire romain. 
Le chant orthodoxe naît avec la création du Royaume de Byzance et se distingue avec l’introduction des mélismes, esthétique propre au chant oriental, ainsi que les
chants de 8 tons qui s’inspirent du monde grec ancien et à l’esprit des prières. L’usage du chant dans les offices permet de maintenir l’attention et de prier de tout son être tout au long de la célébration, d’une durée de deux heures.
Le chant byzantin s’est développé dans la partie orientale de l’Europe actuelle, en Grèce, dès les premières années de la christianisation. Son système tonal s’est développé entre les IVe et VIIIe siècles, en s’inspirant de la théorie musicale de la Grèce antique. De ces bases musicales se sont développés des « canons » musicaux à partir desquels de multiples mélodies ont été créées puis adaptées selon les régions. En Serbie, l’orthodoxie s’est répandue au XIIe siècle, et le répertoire
musical grec a été transmis puis traduit en langue slave. C’est au XVe siècle que les moines ont commencé à composer de nouvelles mélodies. Les compositions serbes sont d’ailleurs connues de toute la tradition musicale byzantine.
Sous la période ottomane qui a duré près de 500 ans, les orthodoxes serbes n’ont pas eu l’autorisation de copier le répertoire de chants liturgiques et la tradition s’est alors perpétuée à l’oral. Pour cette raison, les chants byzantins serbes sont donc sensiblement distincts des autres traditions orthodoxes où les chants étaient transcrits sur des partitions et sensiblement moins modifiés que les chants transmis à l’oreille. Au XVIIIe siècle, les liens entre la Serbie et le royaume austro-hongrois ont amené plusieurs compositeurs serbes à suivre des formations en Occident. Certains de ceux-ci ont transcrit sur partition des chants religieux de la liturgie serbe à la notation occidentale, plus largement utilisée.
Ce fut le cas de l’Octoèque. Sous l’influence occidentale, le bourdon du chant byzantin a parfois été supprimé des chants. Les compositeurs ont aussi intégré la polyphonie à quatre voix sur les répertoires populaires serbes. C’est ce qui est majoritairement chanté à l’église aujourd’hui. La langue a évolué en passant du slavon au serbe, et même si la liturgie a été traduite dans la langue actuelle, la plupart des chants ont été conservés en
slavon, et sont traduits peu à peu dans la langue parlée aujourd’hui.
La Serbie est le lieu d’une rencontre culturelle entre l’Orient et l’Occident et caractérise une musique issue de ces échanges : les mélodies proviennent de Byzance, et sous l’influence de la musique occidentale, elles ont parfois été simplifiées et les modes musicaux occidentalisés.
« CC BY-SA 3.0 FR », sur culturecommunication.gouv.fr/Mentions-legales, 2018 (consulté le 21 février 2018)

## Répertoire
Les célébrations religieuses sont composées de textes lus par les autorités religieuses (prêtres ou diacres) et des chants de la chorale. Ces chants sont des hymnes ou des psaumes. Le répertoire est décomposé en livres. Les chants du dimanche sont par exemple répertoriés dans l’Octoèque.
Les chants sont souvent divisés en « tons » ou « modes ». Dans la plupart des cas, chaque semaine a un ton particulier. Certains livres proposent des chants pour les fêtes religieuses fixes. Dans une année chrétienne serbe, les livres sont alternés en fonction des différents temps religieux.

## Tradition byzantine slave
La tradition byzantine veut que les chants ne soient chantés que d’une seule voix, accompagnée d’un bourdon. Ce sont des chants traditionnels dont la musique est encore écrite selon la méthode orientale. Cette méthode permet au chanteur d’adapter un peu la mélodie selon sa volonté, cela permet une interprétation assez libre. Il existe un certain nombre de mélodies sur lesquelles vont venir se coller plusieurs textes. Le chanteur doit donc connaitre les mélodies, pour ensuite y adapter des textes différents. Ceci est une particularité du chant serbe que les autres pays orthodoxes, notamment la Russie ou la Grèce, ne pratiquent pas.

## Polyphonie
La polyphonie est également présente dans les chorales serbes. Plusieurs voix chantent ensemble un répertoire plus récent et moderne. Lorsque la Serbie se rapprocha de l’Autriche-Hongrie au XIXe siècle, beaucoup de compositeurs serbes y vinrent étudier la musique occidentale et adaptèrent leurs chants traditionnels selon ces nouveaux codes.
C’est ce type de chant qui est actuellement majoritairement pratiqué dans l’Église orthodoxe serbe.

## Pratique du chant choral serbe en France
La pratique du chant choral serbe est inscrite à l’Inventaire du patrimoine culturel immatériel en France car elle est exercée, notamment à Paris, dans les communautés orthodoxes françaises. Les chorales, en particulier celle de la communauté de Saint-Sava, se réunissent souvent les dimanches matin pour chanter ensemble la liturgie à partir de répertoires orthodoxes de différents pays pratiquant cette religion. Le chant orthodoxe se pratique « a cappella ».

### Historique
La chorale Saint-Siméon a été fondée en 2000. Elle regroupe actuellement une quinzaine de membres en majorité d’origine serbe. On y retrouve toutefois quelques chanteurs d’origine française et géorgienne. La chorale a déjà enregistré un album de chants religieux qu’elle avait
vendu à 3000 exemplaires. Elle enregistre actuellement[Quand ?] un second album, qui répondra au souhait de plusieurs d’écouter de la musique sacrée en dehors de la liturgie et servira aussi de cartes de visite pour les concerts qu’elle offre à l’occasion dans d’autres églises. Cela permettra à ceux qui s’intéressent à la culture serbe et/ou à l’orthodoxie de s’y introduire.
La chorale se réunit pour la liturgie du dimanche. Dans d’autres églises, certaines chorales chantent aussi les samedis matin ou encore à l’occasion des vêpres le soir.
Ce n’est pas le cas à l’église Saint-Sava. Quelques étudiants en théologie à l’Institut Saint-Serge, dont certains sont aussi membres de la chorale Saint-Siméon d’ailleurs, participent aux vêpres du samedi soir et favorisent l’intégration du chant byzantin qui est plus difficile à apprendre et à maîtriser. Les vêpres constituent une occasion de chanter un répertoire plus traditionnel à l’église Saint-Sava.
« CC BY-SA 3.0 FR », sur culturecommunication.gouv.fr/Mentions-legales, 2018 (consulté le 21 février 2018)

### Description de la chorale Saint-Siméon
La chorale Saint-Siméon, nommée en l’honneur du père de saint Sava, regroupe une quinzaine de membres qui se réunissent les dimanches matin pour chanter et célébrer la liturgie. Dirigée par Nana Peradze, d’origine géorgienne, la chorale chante un répertoire liturgique des traditions orthodoxes de différents pays. En général, les chants sont en slavon, mais on introduit de plus en plus au répertoire des pièces en d’autres langues, dont certaines en français.

#### Le répertoire des chants
Les prières dominicales sont regroupées dans l’Octoèque, « осмогласник », un livre qui présente des textes récités et chantés qui sont divisés en « 8 tons », ou « 8 modes » mélodiques du plain-chant chez les Orthodoxes. Les mélodies se ressemblent sensiblement entre les 1er et 5e tons ; entre les 2e et 6e tons ; les 3e et 7e tons, ainsi que les 4e et 8e tons.
Dans ces parties fixes de la liturgie, les prières de chacun des tons sont les mêmes ; seules les mélodies changent. Chaque semaine a son propre ton, et on passe à un
nouveau ton le samedi soir avec les Vigiles. Chaque jour est dédié à un Saint ou au Christ : par exemple, le lundi est consacré aux Anges, le mardi à saint Jean-Baptiste, le mercredi et le vendredi à la passion du Christ, ces jours étant d’ailleurs des jours de carême, le jeudi aux apôtres et à saint Nicolas, le samedi pour les défunts (tous les saints) et le dimanche à la résurrection. Les prières chantées se trouvant dans l'Octoèque sont dédiées à ces saints.
D’autres livres rassemblent les chants pour les fêtes fixes : les fidèles ont recours au Livre des Ménées, « минеј » ou Livre des 12 temps, pour toutes les fêtes du cycle pascal annuel, ainsi qu’au Triode, « триод », pour la période de carême précédant Pâques et le Pentecostaire pour la période entre Pâques et la Pentecôte. De plus, il existe un répertoire diversifié de chants, écrits par différents compositeurs, associés à certaines fêtes fixes comme Noël, par exemple.
Au cours du cycle liturgique annuel, on alterne les livres selon les temps religieux. On retrouve aussi dans ces différents livres un système de huit tons musicaux pour ces chants, mais sauf coïncidence, ils ne correspondent pas aux 8 tons de l'Octoèque.
« CC BY-SA 3.0 FR », sur culturecommunication.gouv.fr/Mentions-legales, 2018 (consulté le 21 février 2018)

### Apprentissage et transmission
Étant donné qu’une partie des membres de la chorale Saint-Siméon ne sait lire la musique, on enseigne les chants liturgiques à l’oreille, voix par voix. Les deux voix de femmes sont les sopranos et altos, et les deux voix d’hommes sont les ténors et les basses. Ce sont les chants polyphoniques qui sont pratiqués dans la chorale, car la tradition byzantine est moins facile à maîtriser. Alors que le répertoire du chant polyphonique est écrit à la notation occidentale, celui du chant byzantin est transmis de façon orale. Certains membres de l’église ont été initiés à cette façon de « tisser » les psaumes sur les mélodies tout jeunes en chantant dans la chorale de leur église alors qu’ils vivaient en Serbie. 
Aujourd’hui, le chant choral, dont le chant byzantin et sa notation particulière, est enseigné à l’Institut Saint-Serge dans le cadre d’un séminaire, mais on y apprend la tradition russe où cette particularité du « tissage » musical est moins présente.
Certains étudiants souhaitent chanter avec des membres de l’église et profitent donc des vigiles du samedi
soir pour les initier au répertoire byzantin. Depuis un an[Quand ?], ils offrent des cours en petits groupes aux intéressés une heure avant les vigiles. De plus en plus de personnes de la chorale s’y intéressent , d’ailleurs.
« CC BY-SA 3.0 FR », sur culturecommunication.gouv.fr/Mentions-legales, 2018 (consulté le 21 février 2018)